# 近燈籠海膽
近燈籠海膽（學名：Plesiolampas）是一屬已滅絕的海膽，生存在始新世的非洲及亞洲。牠們的介殼為圓圓的五邊形，從側面看為矮錐體狀。橢圓形的口位於下部中心的深處，肛門位於後部邊緣。五條花瓣狀步帶很長，並長有長孔。介殼的上部表面均勻地覆蓋著細小的刺瘤。蛇頸海膽生活在海底的沙中，將自己埋在沙質沉積裡覓食。

## 物種
- Plesiolampas auraduensis Kier, 1957
- Plesiolampas curriae Kier, 1957

## 外部連結
- Paleobiology Database （页面存档备份，存于）